# Anita Goel
Anita Goel (hindi: अनीता गोयल) (Worcester, Massachusetts, 1973) es una física y médica estadounidense. Es reconocida por su investigación pionera en nano–biofísica, particularmente para el estudio de mecánica molecular tras de la lectura y escritura de información en el ADN.

## Biografía
Anita Goel se doctoró en Física por la Universidad de Harvard, donde contó con la supervisión del premio nobel Dudley R. Herschbach. Investigadora en el departamento de Física del a Universidad de Harvard. Su tesis se tituló Single Molecule Dynamics of Motor Enzymes Along DNA. Se graduó en físicas con honores y distinción de la Universidad de Stanford, donde tuvo como mentor al premio nobel Steven Chu. También se graduó en Medicina por el Harvard–MIT Joint Division of Health Sciences and Technology (HST).
Estudia los sistemas vivos desde la física, en particular investiga la mecánica molecular que está tras la lectura y la escritura de la información del ADN. Es la fundadora de Nanobiosym, empresa que busca avances científicos integrando la física, la biomedicina y la nanotecnología.